# Joseph Doucé
Pour les articles homonymes, voir Doucet, Dousset et Douce (homonymie).
Joseph Doucé, né le 13 avril 1945 à Saint-Trond en Belgique et mort probablement le 19 juillet 1990 dans la forêt de Rambouillet, est un pasteur baptiste (excommunié) belge, diplômé en psychologie-sexologie à l'université protestante d'Amsterdam, naturalisé français en 1982.

## Biographie

### Jeunesse et entrée dans le clergé
Né dans une famille paysanne néerlandophone, après avoir servi comme volontaire dans une division de l'OTAN à Limoges (où il reçoit le grade de caporal), il fait des études dans un séminaire catholique en Belgique. 
Juste après ses années de Latin et Humanités, il est accepté dans l'Europa Seminär Stenonius à Maastricht en 1965, une institution placée sous la houlette de l'évêché catholique de Roermond, avec des élèves de différentes provenances : Malte, Espagne, Belgique, Hollande, États-Unis , etc. L'année suivante, il se convertit au protestantisme baptiste. 

### Activités religieuses et sociales
Il fonde le 10 octobre 1976 le Centre du Christ Libérateur (CCL) à Paris où il réside depuis 1964. Ce Centre du Christ Libérateur est un espace d'accueil et de parole pour les croyants appartenant aux minorités sexuelles et de genre : homosexuels, transgenres, sado-masochistes et pour des pervers sexuels ou les pédophiles. Naturalisé français en 1982, il crée une maison d'édition 3 rue Clairaut, Lumière et Justice, qui publie sous sa direction les ouvrages collectifs La question transsexuelle (1986), Couples homosexuels et lesbiens : juridique et quotidien (1987), La pédophilie en question (1988) dans lesquels, selon Guillaume Perrodeau, « il développe des thèses scabreuses et explique vouloir dépénaliser la pédophilie », et Le sadomasochisme en question (1989). 
Doucé gère également les abonnements du magazine Gaie France dirigé par le néonazi Michel Caignet. En mars 1990 Claude Bardon, directeur des RG parisiens, ordonne la surveillance de Joseph Doucé, soupçonné d'animer un réseau de pédophilie depuis sa librairie. L'ex-pasteur accueille en effet des groupes de parole pédophiles le dimanche soir.

### Assassinat
Joseph Doucé est assassiné dans des circonstances non élucidées. Le 19 juillet 1990, peu avant 21 heures, deux hommes se présentant comme policiers, sonnent à son domicile, rue Clairaut, et le somment de les suivre. Vingt-quatre heures plus tard, inquiet, son concubin, Guy Bondar, alerte la police et quatre jours plus tard, porte plainte pour enlèvement et séquestration arbitraire. Le pasteur est retrouvé mort dans la forêt de Rambouillet le 24 octobre de la même année. L'autopsie suggère qu'il a pu être étranglé peu après sa disparition.
Cet assassinat mystérieux a donné lieu à de nombreuses rumeurs. Selon le livre de Bernard Violet Mort d'un pasteur, Joseph Doucé fréquentait des patrons de revues pédophiles. Il était, selon son compagnon, surveillé par la sous-direction des Renseignements Généraux de la Préfecture de Police de Paris (RGPP). L'inspecteur des RGPP chargé de sa surveillance (Jean-Marc Dufourg, chef de groupe à la cellule des RG des GER, Groupe des enquêtes réservées) est interrogé par la police car soupçonné du meurtre ; il prend pour avocat Jacques Vergès. L'enquête ne permet pas de l'impliquer mais il est révoqué en 1991 pour une autre affaire. Il est condamné le 24 février 1998, en correctionnelle, pour « faux en écritures privées et usage » (à cause de ses rapports mensongers et antidatés sur la surveillance du pasteur), à huit mois de prison avec sursis, une amende de 20 000 francs, et 20 000 francs de dommages et intérêts pour Guy Bondar. Il fait appel et est relaxé le 16 décembre 1998 par la cour d'appel de Paris. L'enquête est close sur le plan judiciaire depuis le 24 octobre 2007, lorsque le juge Marc Trévidic signe une ordonnance de non-lieu.
L'activité du CCL est reprise par la pasteure Caroline Blanco, jusqu'à son décès en 2010,.

## Articles de presse
- « L'affaire Doucé resurgit » Article de Gilles Gaetner publié le 31 juillet 1997 dans L'Express.
- « RG: Les clés d'un livre à clés », article publié le 11 mai 1991 dans L'Idiot international.

## Documentaire télévisé
- Faites entrer l'accusé, présenté par Christophe Hondelatte, le 27 février 2005, « La disparition du pasteur Doucé », sur France 2.